# Spezia Calcio 1998-1999
Questa pagina raccoglie le informazioni riguardanti lo  Spezia Calcio  nelle competizioni ufficiali della stagione 1998-1999.

## Stagione
Nella stagione 1998-1999 lo Spezia disputa il girone A del campionato di Serie C2, dove ha raccolto 55 punti che gli sono valsi il quinto posto, con il diritto di partecipare alla semifinale dei playoff, persa contro l'Albinoleffe. Sono salite in Serie C1 il Pisa e l'Albinoleffe. A Spezia viene confermato il tecnico Luciano Filippi e una volta tanto anche la rosa dei calciatori non subisce particolari modifiche, a cominciare dal bomber Alessandro Andreini. Il girone è pieno di nobili decadute, a cominciare dal Pisa che vince in carrozza il torneo, avversario tradizionale degli aquilotti sin dalla notte dei tempi...calcistici. Da segnalare che il 24 gennaio proprio l'incontro Spezia-Pisa al Picco è stata teatro di intemperanze del pubblico spezzino, con gara sospesa dopo una decina di minuti, ed assegnata (0-2) ai nerazzurri dal Giudice Sportivo. Nella corsa per i playoff gli aquilotti chiudono ancora al quinto posto, venendo superati dalla vera sorpresa del campionato l'Albinoleffe, al Picco risolve Andreini, in terra bergamasca il goal beffa arriva al terzo minuto di recupero. Nella Coppa Italia di Serie C lo Spezia disputa il girone G di qualificazione, che promuove il Sassuolo.

## Rosa
| N. |                   | Ruolo | Calciatore           |
| -- | ----------------- | ----- | -------------------- |
|    | Italia (bandiera) | D     | Massimiliano Adami   |
|    | Italia (bandiera) | A     | Alessandro Andreini  |
|    | Italia (bandiera) |       | Guglielmo Baldini    |
|    | Italia (bandiera) | A     | Federico Barontini   |
|    | Italia (bandiera) | C     | Davide Baudi         |
|    | Italia (bandiera) | C     | Cristian Campedelli  |
|    | Italia (bandiera) | C     | Alfio Cantone        |
|    | Italia (bandiera) | D     | Gabriele Cioffi      |
|    | Italia (bandiera) | D     | Enrico Gutili        |
|    | Italia (bandiera) | C     | Massimiliano Lazzoni |
|    | Italia (bandiera) | C     | Nicola Lenzoni       |
|    | Italia (bandiera) | D     | Emiliano Milone      |

| N. |                   | Ruolo | Calciatore           |
| -- | ----------------- | ----- | -------------------- |
|    | Italia (bandiera) | D     | Patrick Moro         |
|    | Italia (bandiera) | D     | Alessandro Pagani    |
|    | Italia (bandiera) | C     | Federico Perugini    |
|    | Italia (bandiera) | C     | Fausto Salsano       |
|    | Cile (bandiera)   | D     | Mauricio Sanguinetti |
|    | Italia (bandiera) | D     | Stefano Sottili      |
|    | Italia (bandiera) | C     | Paolo Terenzoni      |
|    | Italia (bandiera) | P     | Mirco Vignale        |
|    | Italia (bandiera) | C     | Michele Zamboni      |
|    | Italia (bandiera) | A     | Simone Biloni        |
|    | Italia (bandiera) | A     | Igor Zaniolo         |

## Risultati

### Serie C2

#### Girone di andata
| Arbitro: | Battistella (Conegliano) |

|                    |           |             |
| A. Comi 36’ (rig.) | Marcatori | 47’ Salsano |

| Arbitro: | Lecci (Varese) |

|                          |           |                 |
| Zaniolo 33’ Andreini 89’ | Marcatori | 35’ G. Consonni |

| Arbitro: | Angrisani (Salerno) |

|               |           |  |
| Andreotti 55’ | Marcatori |  |

| La Spezia 27 settembre 1998 4ª giornata | Spezia          | 0 – 0 | Prato | Stadio Alberto Picco\| Arbitro: \| Ioseffi (Siena) \| |
| Arbitro:                                | Ioseffi (Siena) |       |       |                                                       |

| Arbitro: | Zenere (Schio) |

|                                          |           |  |
| Andreini 36’ Sanguinetti 58’ Salsano 69’ | Marcatori |  |

| Arbitro: | P. Rossi (Forlì) |

|             |           |             |
| Araboni 17’ | Marcatori | 83’ Zaniolo |

| Arbitro: | Pozzi (Como) |

|                     |           |                                  |
| Andreini 86’ (rig.) | Marcatori | 70’ Dosi 90+2’ (rig.) Ferraresso |

| Arbitro: | Lucenti (Mestre) |

|               |           |                 |
| Macelloni 20’ | Marcatori | 59’ Sanguinetti |

| Arbitro: | Trefoloni (Siena) |

|                             |           |              |
| Zaniolo 42’ Sanguinetti 52’ | Marcatori | 56’ Rossetti |

| Arbitro: | Carlucci (Molfetta) |

|               |           |  |
| Romairone 20’ | Marcatori |  |

| Mantova 22 novembre 1998 11ª giornata | Mantova         | 0 – 0 | Spezia | Stadio Danilo Martelli\| Arbitro: \| Bianco (Mestre) \| |
| Arbitro:                              | Bianco (Mestre) |       |        |                                                         |

| Arbitro: | Girardi (San Donà di Piave) |

|             |           |  |
| Zaniolo 68’ | Marcatori |  |

| Arbitro: | Morganti (Ascoli Piceno) |

|           |           |  |
| Misso 53’ | Marcatori |  |

| Arbitro: | Bernabini (Roma) |

|                   |           |  |
| Sanguinetti 45+1’ | Marcatori |  |

| Sanremo 20 dicembre 1998 15ª giornata | Sanremese                  | 0 – 0 | Spezia | Stadio Comunale\| Arbitro: \| Santucci (Reggio Calabria) \| |
| Arbitro:                              | Santucci (Reggio Calabria) |       |        |                                                             |

| Arbitro: | Silvestrini (Macerata) |

|                                                |           |          |
| Lazzoni 23’ (rig.) Zaniolo 45+1’ Baldini 90+2’ | Marcatori | 8’ Bolis |

| Arbitro: | Giangrande (L'Aquila) |

|                                  |           |             |
| A. Orlando 58’, 69’ G. Russo 64’ | Marcatori | 85’ Sottili |

#### Girone di ritorno
| Arbitro: | Rossomando (Salerno) |

|                     |           |  |
| Andreini 47’ (rig.) | Marcatori |  |

| Novara 17 gennaio 1999 19ª giornata | Novara            | 0 – 0 | Spezia | Stadio Silvio Piola\| Arbitro: \| Ferraro (Crotone) \| |
| Arbitro:                            | Ferraro (Crotone) |       |        |                                                        |

| La Spezia 24 gennaio 1999 20ª giornata | Spezia             | 0 – 2 | Pisa | Stadio Alberto Picco\| Arbitro: \| Palmieri (Cosenza) \| |
| Arbitro:                               | Palmieri (Cosenza) |       |      |                                                          |

| Arbitro: | Marino (Roma) |

|  |           |                                |
|  | Marcatori | 70’ Zaniolo 84’ (rig.) Lazzoni |

| Arbitro: | Cruciani (Pesaro) |

|  |           |                        |
|  | Marcatori | 70’ Gutili 76’ Lenzoni |

| Arbitro: | Ferro (Frattamaggiore) |

|             |           |  |
| Zaniolo 51’ | Marcatori |  |

| Arbitro: | Gasperoni (Ancona) |

|              |           |                    |
| Consonni 53’ | Marcatori | 46’ (rig.) Lazzoni |

| La Spezia 7 marzo 1999 25ª giornata | Spezia                | 0 – 0 | Viareggio | Stadio Alberto Picco\| Arbitro: \| Giangrande (L'Aquila) \| |
| Arbitro:                            | Giangrande (L'Aquila) |       |           |                                                             |

| Sesto San Giovanni 14 marzo 1999 26ª giormata | pro Sesto           | 0 – 0 | Spezia | Stadio Ernesto Breda\| Arbitro: \| Battaglia (Messina) \| |
| Arbitro:                                      | Battaglia (Messina) |       |        |                                                           |

| Arbitro: | Nicoletti (Macerata) |

|                    |           |               |
| Salsano 65’ (rig.) | Marcatori | 11’ Romairone |

| Arbitro: | Dattilo (Locri) |

|                                                |           |  |
| Salsano 29’ (rig.) Sanguinetti 60’ Lenzoni 75’ | Marcatori |  |

| Arbitro: | Lombardi (Lanciano) |

|  |           |                                         |
|  | Marcatori | 35’ Salsano 64’ Andreini 89’ Campedelli |

| Arbitro: | Angrisani (Salerno) |

|                          |           |  |
| Andreini 15’ Zaniolo 65’ | Marcatori |  |

| Arbitro: | Cenni (Imola) |

|            |           |                |
| Faccio 50’ | Marcatori | 79’ Campedelli |

| Arbitro: | Soffritti (Ferrara) |

|                                               |           |  |
| Sanguinetti 13’ Andreini 68’ Campedelli 90+4’ | Marcatori |  |

| Arbitro: | Cavallaro (Legnago) |

|               |           |  |
| Mignani 45+1’ | Marcatori |  |

| Arbitro: | Ciampi (Pisa) |

|              |           |             |
| Andreini 85’ | Marcatori | 83’ Zirilli |

#### Play-off
| Arbitro: | Ardito (Bari) |

|             |           |  |
| Andreini 2’ | Marcatori |  |

| Arbitro: | Esposito (Trapani) |

|                 |           |  |
| Di Sabato 90+3’ | Marcatori |  |

### Coppa Italia Serie C

#### Fase eliminatoria a gironi
| Arbitro: | Bianco (Mestre) |

|                                        |           |  |
| Ramacciotti 23’, 77’ M. Pellegrini 72’ | Marcatori |  |

| Arbitro: | Ciampi (Pisa) |

|             |           |  |
| P. Moro 70’ | Marcatori |  |

| Carrara 30 agosto 1998 3ª giornata | Carrarese     | 0 – 0 | Spezia | Stadio dei Marmi\| Arbitro: \| Ciulli (Roma) \| |
| Arbitro:                           | Ciulli (Roma) |       |        |                                                 |

| 9 settembre 1998 4ª giornata |  | – Turno di riposo |  |  |

| Arbitro: | Pieri (Genova) |

|                            |           |  |
| Sanguinetti 7’ Lenzoni 71’ | Marcatori |  |